# Драгоманівка
Драгома́нівка — правопис, що поширювався в Україні в кінці XIX століття. Одним з головних авторів драгоманівки наприкінці 70-х років того ж століття був Михайло Драгоманов. Через це правопис і отримав таку назву.

## Загальний опис
Драгоманівка ґрунтується на фонемічному принципі і кожна літера позначає лише один звук.
Головні розбіжності між сучасним правописом та драгоманівкою можна звести до кількох пунктів:
1. Замість літери й вживається ј.
2. Замість щ використовується шч.
  1. а) на початку слова та після голосних чи апострофу замість я — ја, є — је, ю — ју, ї — јі.
  2. б) після приголосних замість я — ьа, є — ье, ю — ьу.
3. Дієслова з ‑ться драгоманівкою були записані ‑тцьа.

## Історія
Кардинальні зміни в українському правописі підготувала київська група культурних діячів, до якої входив і знаний громадсько-політичний діяч М. Драгоманов. Вони полягали в подальшій фонетизації правопису за принципом «один звук — одна буква». З огляду на це з алфавіту усунено букви ї, я, є, ю, ъ та щ. Вилучено кириличну й, замість якої введено латинську літеру j (очевидно, за зразком сербської орфографії), щоб за її допомогою передавати йотацію голосних, тобто писати јасла «ясла» тощо. М'якість приголосних передавано за допомогою букви ь: синьа «синя». М. Драгоманов, котрий 1876 р. емігрував до Швейцарії, у своїх виданнях використовував зазначену орфографію, яку згодом названо драгоманівкою. Її частково використовувано у Галичині в друкованих органах тих суспільних сил, які були прихильниками його політичних ідей. На території України, окупованої Російською імперією, де український правопис було заборонено, драгоманівка не мала жодного поширення. Та й теоретичне її обґрунтування ніколи не було опубліковане.

## Приклади
- шчука (щука)
- јаблуко (яблуко)
- свьатиј (святий)
- сподівајетцьа (сподівається)

Українська двадцятигривнева банкнота, на якій зображено фрагмент поеми Івана Франка

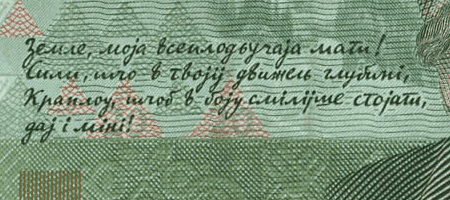
Деталізація

Гарний приклад драгоманівки можна побачити на сучасній банкноті в 20 гривень, де зображено фрагмент вірша «Земле, моя всеплодющая мати» (цикл "Веснянки" зі збірки поезій "З вершин і низин") Івана Франка біля портрету письменника. Франко також використовував драгоманівку для листування.
Земле, моја всеплодьучаја мати!
Сили, шчо в твојіј движесь глубині,
Крапльу, шчоб в боју сміліјше стојати,
дај i міні!

### Шче не вмерла Украјіни
Шче не вмерла Украјіни ні слава, ні вольа.

Шче нам, браттьа украјінці, усміхнетцьа дольа.

Згинуть наші вороженьки, јак роса на сонці,

Запанујем і ми, браттьа, у својіј сторонці.
Душу, тіло ми положим за нашу свободу, 

І покажем, шчо ми, браттьа, козацького роду.
Станем, браттьа, в біј кривавиј від Сьану до Дону, 

В ріднім крају панувати не дамо нікому; 

Чорне море шче всміхнетцьа, дід Дніпро зрадіје, 

Шче у нашіј Украјіні доленька наспіје.
Душу, тіло ми положим за нашу свободу, 

І покажем, шчо ми, браттьа, козацького роду.
А завзьаттьа, працьа шчира свого шче докаже, 

Шче сьа волі в Украјіні піснь гучна розльаже, 

За Карпати відобјетцьа, згомонить степами, 

Украјіни слава стане поміж народами.
Душу, тіло ми положим за нашу свободу, 

І покажем, шчо ми, браттьа, козацького роду.

## Цікаві факти
- Роман П. Мирного та І. Білика «Хиба ревуть воли јак јасла повні?» було вперше видано в Женеві саме драгоманівкою.
- Сучасний український музичний гурт Іншиј день (Інший день) також використовує у своїй назві драгоманівку.[1]